# Milaca
Milaca è una città degli Stati Uniti d'America, situata in Minnesota, nella Contea di Mille Lacs, della quale è anche capoluogo.